# Newgrounds
Newgrounds és un lloc web nord-americà creat per recol·lectar animacions i treballs Flash, música, dibuixos i "literatura". Va ser creat el 1995 per Tom Fulp, encara que des de 1991 ja existia. És conegut per ser el portal Flash més gran d'Internet i per allotjar als primers jocs Flash a creuar a consoles, Alien Hominid i Castle Crashers.
El seu sistema es basa en la participació dels usuaris, que pugen els continguts (jocs, animacions, música, dibuixos i escrits) i igualment s'encarreguen de valorar-los, decidint -així- si es queda dins del lloc o és eliminat.

## Història
Newgrounds començà sent una revista setmanal publicada per Tom Fulp el 1991. Era una revista dedicada a la consola Neo Geo. Arran d'aquí sorgí el nom de la revista, anomenada New Ground (que significa Nou Terreny en anglès).
El 1995, es va crear el lloc web de Newgrounds, "Newground", que era el lloc web personal de Tom Fulp, on col·locava els seus petits treballs de Flash. Però va ser a finals del 1998 i el 1999 quan oficialment fou creat Newgrounds com un portal flash en el seu domini actual i començà a fer-se molt popular. Entre els primers jocs en Flash van aparèixer:
- Club a Seal
- Pico's School.
- Teletubby Fun Land (Per un plet amb la BBC, van canviar el nom a "Telebubby Fun Land")
- UFA (Spin-off de Pico's School)
- Samurái Asshole.

Amb l'arribada de l'any 2000 i el creixement de l'accés a Internet, es començà a crear la competència per Newgrounds. Però el lloc web ja havia crescut bastant i era el "prototip" del portal Flash. A partir d'aquest punt es produeixen diverses millores, com una nova interfície, les col·leccions i, per primera vegada, s'escriu la història del portal any rere any, mostrant els millors jocs de cada mes.
El 2004 el lloc web és donat a conèixer al món una vegada més. Aquest any és llançat a consoles Alien Hominid (joc en Flash creat per Tom) que resulta ser un èxit, a més del seu "germà menor" per a Internet. D'aquesta manera, el lloc guanya més prestigi i segueix creixent. El 2005 se celebra el "Clock Day" per homenatjar al "Clock Crew", una animació flash sobre una maduixa amb un rellotge com a rostre que desitja dominar Newgrounds. Aquest dia és on el theme de la pàgina canvia amb la finalitat d'homenatjar a l'animació, juntament amb diverses animacions i treballs flash com a símbol d'homenatge.
L'any 2006, el lloc és redissenyat i s'afegeixen noves millores. Se celebren per primera vegada el "Pico Day" (Un dia sencer dedicat a Pico) juntament amb el "Lock Day" per homenatjar a "Lock Legion". Finalment, el 2007 se celebra per primera vegada el "Madness Day", un dia dedicat a Madness Combat.

## Sèries
Es diu a l'univers Newgrounds a totes les sèries, col·leccions o treballs flash que van néixer en Newgrounds. Actualment, aquest univers es pot comptar per milers de treballs i més de 10.000 autors, al costat de més de 20.000 usuaris.
Les obres més famoses que han sorgit de Newgrounds, les quals han tingut un impacte notable en el món de l'animació, els videojocs i la cultura digital en general:
1. Alien Hominid (2002): Un joc d'acció en 2D creat per The Behemoth, inicialment llançat com a joc Flash a Newgrounds i posteriorment adaptat a consoles com PlayStation 2, Xbox i GameCube.
2. Castle Crashers (2008): Un videojoc d'acció i aventura amb gràfics de tipus cartoon, també creat per The Behemoth, que va tenir un gran èxit a les plataformes de consoles i PC després d’haver estat originàriament desenvolupat a Newgrounds.
3. Pico's School (1999): Un joc interactiu creat per Tom Fulp (fundador de Newgrounds), que va presentar al personatge Pico, que es va convertir en una de les icones de la plataforma.
4. Madness Combat Series (2002): Una sèrie d'animació violenta i estilitzada creada per Krinkels (Matt Jolly) que es va convertir en una de les més populars dins de Newgrounds, amb una gran influència en la cultura del Flash.
5. Happy Tree Friends (2000): Una sèrie d'animació creada per Mondo Media, amb un estil innocent i humorístic que contrasta amb la violència extrema de les seves trames. Va guanyar gran popularitat gràcies a Newgrounds.
6. Eddsworld (2003-2012): Una sèrie d'animació creada per Edd Gould que va guanyar una gran base de seguidors a Newgrounds, amb un humor irreverent i un estil gràfic únic.
7. The Animator vs. Animation Series (2006): Una sèrie creada per Alan Becker que va guanyar una gran popularitat per la seva innovadora metàfora sobre el procés de creació d'animacions, on l'animador es veu immers en un conflicte amb els seus propis personatges.
8. There She Is!! (2003-2008): Una sèrie d'animació sobre una història d'amor entre una conilleta i una gata, que es va fer famosa per la seva animació emocionalment carregada i el seu estil de dibuix distintiu.
9. Fancy Pants Adventure (2006): Un joc de plataformes amb una jugabilitat fluida i un estil minimalista que va ser un dels primers èxits de Newgrounds en el gènere de videojocs.
10. Friday Night Funkin' (2020): Un joc de ritme que va guanyar una gran popularitat gràcies a la seva comunitat a Newgrounds. Va generar una sèrie de versions ampliades i es va expandir a altres plataformes com Steam.

Aquestes obres no només han estat molt influents dins de la comunitat de Newgrounds, sinó que també han aconseguit un gran reconeixement en altres àmbits de la cultura digital i els mitjans de comunicació. moltes d’aquestes obres han donat lloc a jocs o sèries que han estat desenvolupats a partir dels seus èxits inicials a Newgrounds.

## Tenda
Newgrounds ofereix una tenda on-line posant a la venda articles com samarretes, clauers, adhesius o figures.